# راندي بارسونز
راندي بارسونز (بالإنجليزية: Randy Parsons)‏ هو صانع آلة موسيقية ‏ أمريكي، ولد في 1965.